# Louisa Lumsden

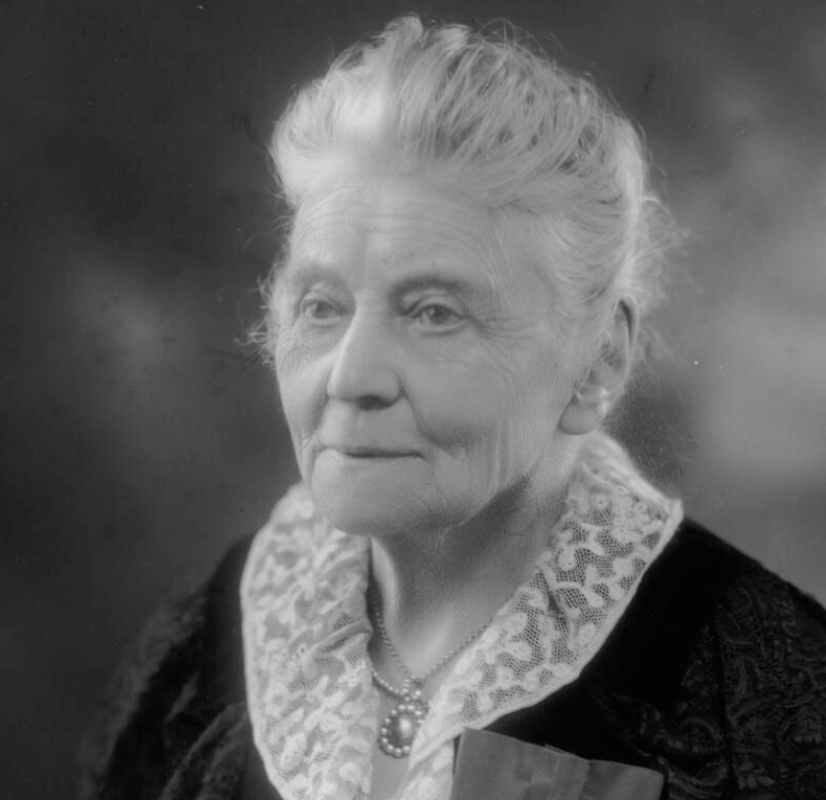
Louisa Lumsden, 1925

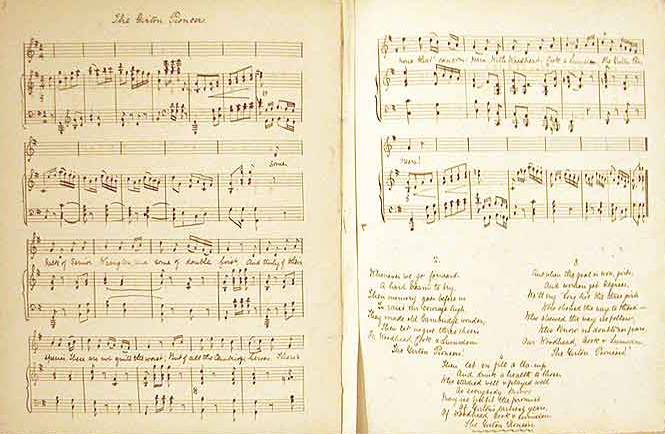
The Girton Pioneers, Lied des Girton College zum Gedenken an die ersten drei Frauen, die das Tripos-Examen in Cambridge bestanden, 1876–1884

Dame Louisa Innes Lumsden DBE (* 31. Dezember 1840 in Aberdeen; † 2. Januar 1935 in Edinburgh) war eine schottisch-britische Pionierin der Frauenbildung. Lumsden war eine der ersten fünf Studentinnen am Vorläufer des späteren Girton Colleges in Cambridge im Jahr 1869 und eine der ersten drei Frauen, die 1873 das Tripos-Examen bestanden. 1873 kehrte sie als erste weibliche Bewohnerin und Tutorin nach Girton zurück.
Von 1877 bis 1882 war Lumsden die erste Schulleiterin der St Leonards School und die erste Direktorin des 1864 eröffneten Studierendenwohnheims University Hall an der University of St Andrews, das 1896 eröffnet wurde. Ihr wird die Einführung von Lacrosse an der St Leonards School zugeschrieben.
Im Jahr 1908 wurde Lumsden Präsidentin der Aberdeener Niederlassung der National Union of Women's Suffrage Societies: Als schottische Frauenrechtsorganisationen 1918 im  Kelvingrove Park in Glasgow die „Suffrage-Eiche“ setzten, um die Verabschiedung des Representation of the People Act 1918 zu feiern, wurde Lumsden im Alter von 78 Jahren die Ehre zuteil, den Baum zu pflanzen.

## Leben
Lumsden war die dritte Tochter und das jüngste von sieben Kindern von Clements Lumsden, einem Anwalt aus Aberdeen und Mitglied der Society of Writers to His Majesty's Signet, und Jane, geborene Forbes. Nach dem Tod ihres Vaters im Jahr 1853, als sie 12 Jahre alt war, zog die Familie vorübergehend nach Cheltenham und Lumsden besuchte dort eine Privatschule, dann wurde sie Internatsschülerin im Château de Koekelberg in Brüssel, das sie 1856 verließ, um eine kleinere Schule in London zu besuchen. 1857 kehrte sie zu ihrer Familie nach Glenbogie, südlich von Huntly, zurück.
In den Jahren 1868–1869 besuchte Lumsden Kurse der Edinburgh Ladies Education Association, deren Vorlesungen nach dem Lehrplan der Universität und deren Standards organisiert waren und die von Professoren der Universität Edinburgh gehalten wurden, da Studentinnen immer noch keine vollen Abschlüsse verliehen wurden.
1869 gründete Emily Davies in Hitchin, ca. 40 km südwestlich von Cambridge entfernt, ein College für Frauen – das erste für Studentinnen, die gleichberechtigt mit den Männern für die Tripos-Prüfungen studierten. Als Girton College zog es 1873 in neue Gebäude an seinem heutigen Standort um.
Lumsden war eine der ersten fünf Studentinnen, die in Hitchin unterrichtet wurden, und zusammen mit Rachel Cook und Sarah Woodhead eine der ersten drei Studentinnen, die im Lent Term 1873 die Prüfungen der University of Cambridge ablegten. Die drei wurden in einem Lied als „The Girton Pioneers“ bezeichnet. Lumsden ist als Studentin in Girton in den Jahren 1869–1872, als Tutorin in den Jahren 1873–1874 und als Empfängerin des Classical Tripos im Jahr 1892 verzeichnet. Sie trat von ihrem Posten als Tutorin zurück, nachdem es mit Emily Davies zu Konflikten über das Wohlergehen der Studentinnen gekommen war.
Die 1877 in St Andrews gegründete Mädchenschule St Leonards School hatte Louisa Lumsden als erste Schulleiterin (1877–1882). St Leonards war die erste Schule für junge Frauen in Schottland, die nach dem Vorbild einer englischen öffentlichen Schule aufgebaut war; auf dem Lehrplan standen Klassiker, Mathematik und Sport. Zuvor hatte Lumsden am Cheltenham Ladies College (1876–1877) klassische Fächer unterrichtet. Ihre enge Freundin aus ihrer Zeit in Cambridge, Constance Maynard, begleitete sie von Cheltenham nach St Andrews und half beim Aufbau der Schule. Maynard verließ die Schule 1880, um die erste Direktorin des Westfield College (1882–1913) zu werden. Lumsden trat im Januar 1882 von ihrem Amt zurück und begründete dies mit ihrer schlechten Gesundheit. Frances Dove, die ebenfalls in Girton College studiert und in Cheltenham unterrichtet hatte, wurde ihre Nachfolgerin.
In einem Brief aus den White Mountains in New Hampshire vom 6. September 1884 beschrieb Lumsden, wie die Canghuwaya-Indianer in Montreal Lacrosse gegen den Montréal Lacrosse Club spielten: „Es ist ein wunderbares Spiel, schön und anmutig. (Ich war so begeistert davon, dass ich es in St Leonards einführte.)“ Frauen-Lacrosse fand erstmalig am 17. May 1890 in St Leonards  statt. Rosabelle Sinclair, die an der Bryn Mawr School in Baltimore, Maryland, das erste Lacrosse-Team für Frauen in den Vereinigten Staaten gründete, besuchte  1906–1910 St Leonards.
University Hall, das erste Wohnheim für Studentinnen in Schottland, wurde 1896 an der University of St Andrews gegründet; Lumsden wurde zur ersten Heimleiterin ernannt. Es sollte eine schottische Version von Girton werden, stieß aber auf den Widerstand von Männern und einigen der Studentinnen, für die es gedacht war. Lumsden trat im Jahr 1900 von ihrem Amt zurück. Ein Flügel des Hauses ist nach benannt.
1908 nahm Lumsden eine Einladung an, Präsidentin der Aberdeen Suffrage Association zu werden. Sie war eine nicht-militante Suffragette und sie stellte einen Wohnwagen namens „Curlew“ zur Verfügung, mit dem Aktivistinnen durch das Land reisten. 1913 sprach sie auf einer Kundgebung im Hyde Park, London, im Namen des schottischen Zweigs der National Union of Women’s Suffrage Societies und wurde später eine der Vizepräsidentinnen der Scottish Churches' League for Woman Suffrage. Sie war diejenige, die die „Suffrage-Eiche“ in Glasgow pflanzte, die 2015 zum Scottish Tree of the Year gewählt wurde.
Lumsden wurde 1911 von der University of St Andrews anlässlich der Feierlichkeiten zu ihrem fünfhundertsten Geburtstag der Universität  mit der Ehrendoktorwürde der Rechtswissenschaften ausgezeichnet. Im Rahmen einer Charta des  1924 wurde Lumsden vom Girton College zur „Gouverneurin auf Lebenszeit“ ernannt. 1925 wurde sie als Dame Commander des Order of the British Empire (DBE) geadelt und führte fortan das Prädikat Dame.
An der University of St Andrews ist der Lumsden Club nach ihr benannt, der aktuelle Studentinnen zu Mitgliedern hat und Spenden für wohltätige Zwecke sammelt. Am Haus mit ihrem Arbeitsplatz in der Union Street 214 in Aberdeen hängt eine Gedenktafel.